# Mya arenaria
Mya arenaria även kort och gott kallad Sandmussla, även om den benämningen även kan syfta på andra närbesläktade musslor. är en musselart som beskrevs av Carl von Linné 1758. Mya arenaria ingår i släktet Mya och familjen sandmusslor. Arten är reproducerande i Sverige. Inga underarter finns listade i Catalogue of Life.
M. arenaria är en av tre arter Sandmusslor som förekommer i Sverige och den vanligaste. Henrik Munthe namngav 1910 Myahavet efter denna musselart, efter den tid i slutet av järnåldern då han antog att arten invandrat till Östersjön i samband med minskad salthalt. Ivar Hessland hävdade 1945 att musslan invandrat till Norden som fripassagerare med båtar från Amerika i början av 1500-talet. Nya studier visar att musslan i stället troligen spridits med vikingarnas resor till Nordamerika.
Höger och vänster klaff av samma exemplar:

Höger klaff
Vänster klaff

## Musselleukemi
Man har känt till tumörer hos olika musselarter sedan 1887 utan att kunna förklara varför. Det var först 1978 som det beskrevs en smittsam leukemi hos sandmusslor (M. arenaria) på USA:s ostkust, vars hemolymfa angreps. Senare undersökningar har visat att sjukdomen smittar då musslorna filtrerar vatten som innehåller tumörceller. Musslornas hemocyter (fagocyter) angrips med en dödlighet hos angripna musslor på nära 100%. Sjukdomen används som en modell för att undersöka evolution hos tumörer då den ännu är genetiskt instabil och därmed i en dynamisk utvecklingsfas.

## Bildgalleri

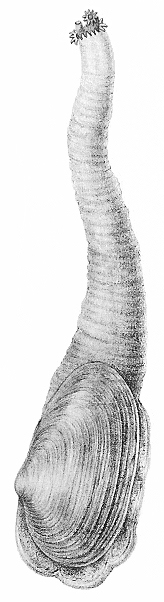
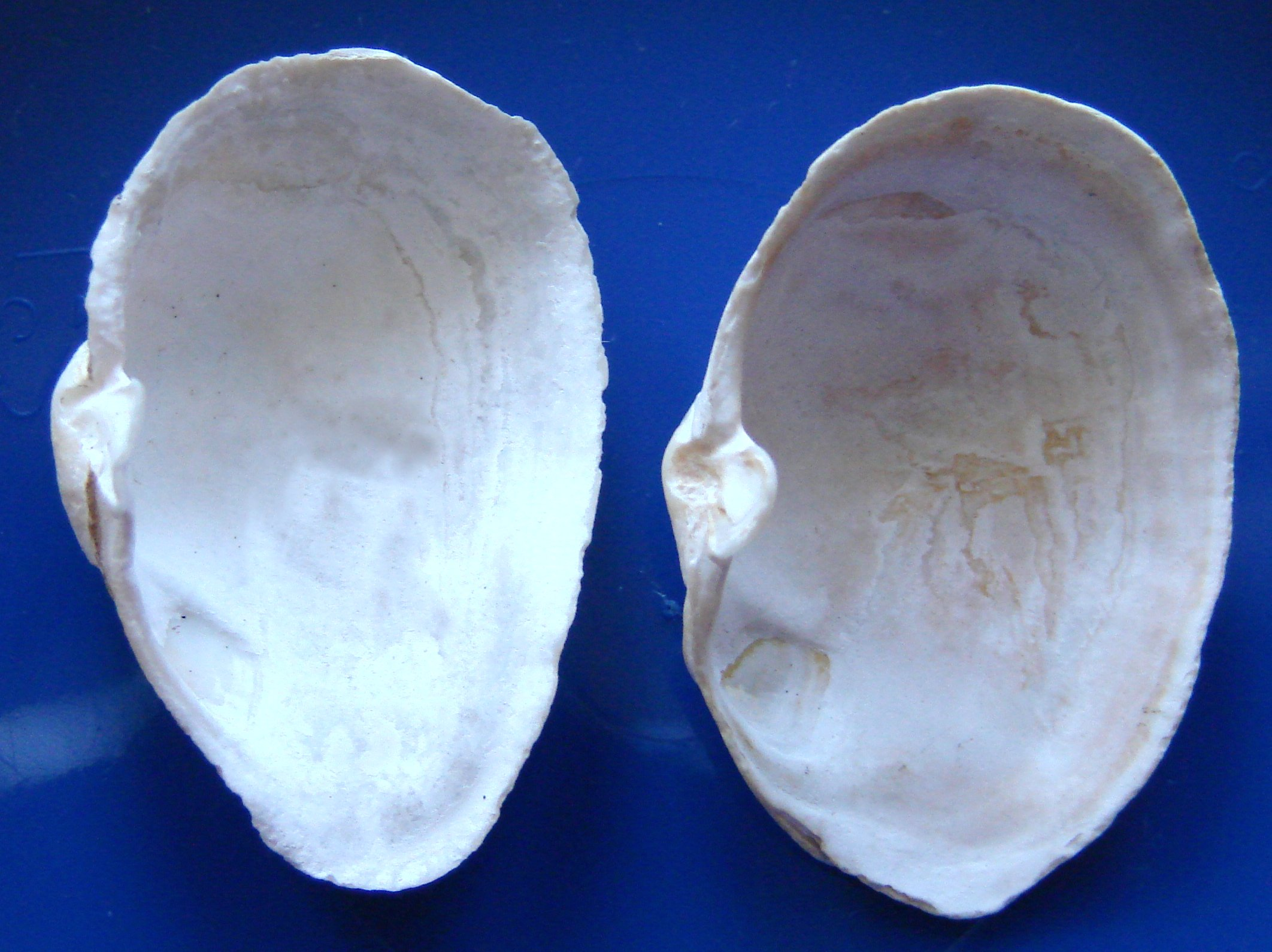
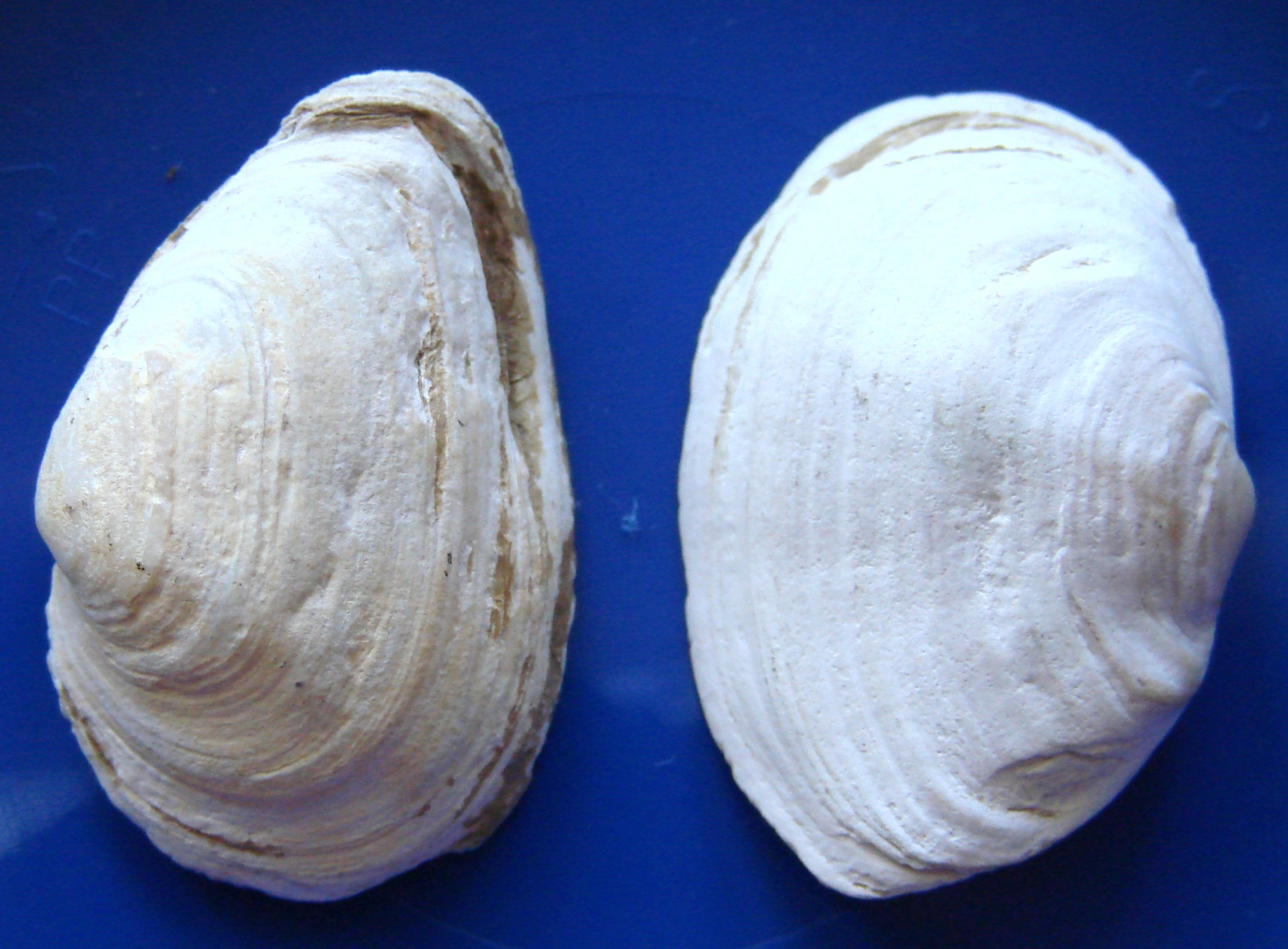
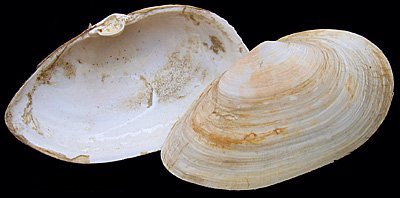
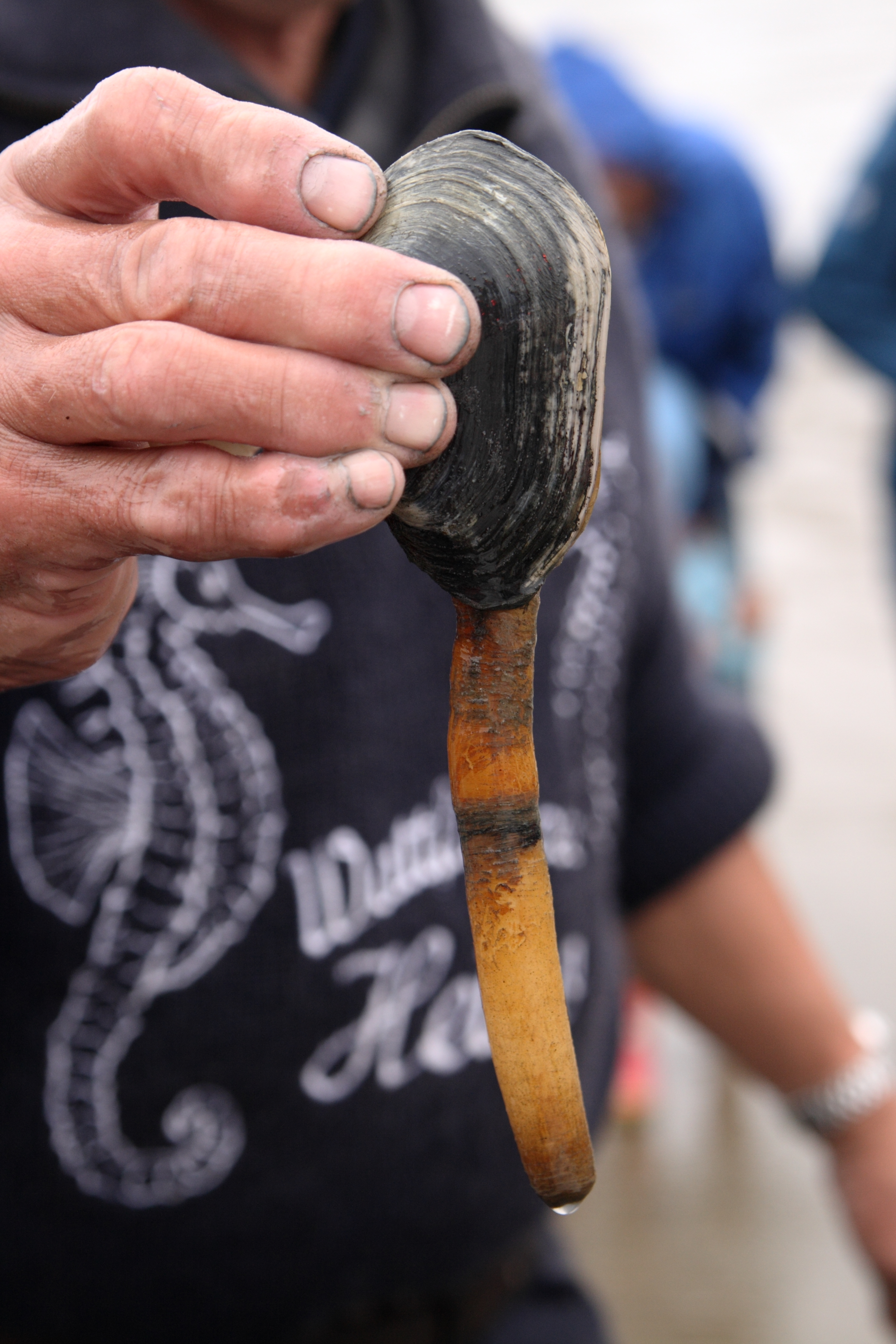
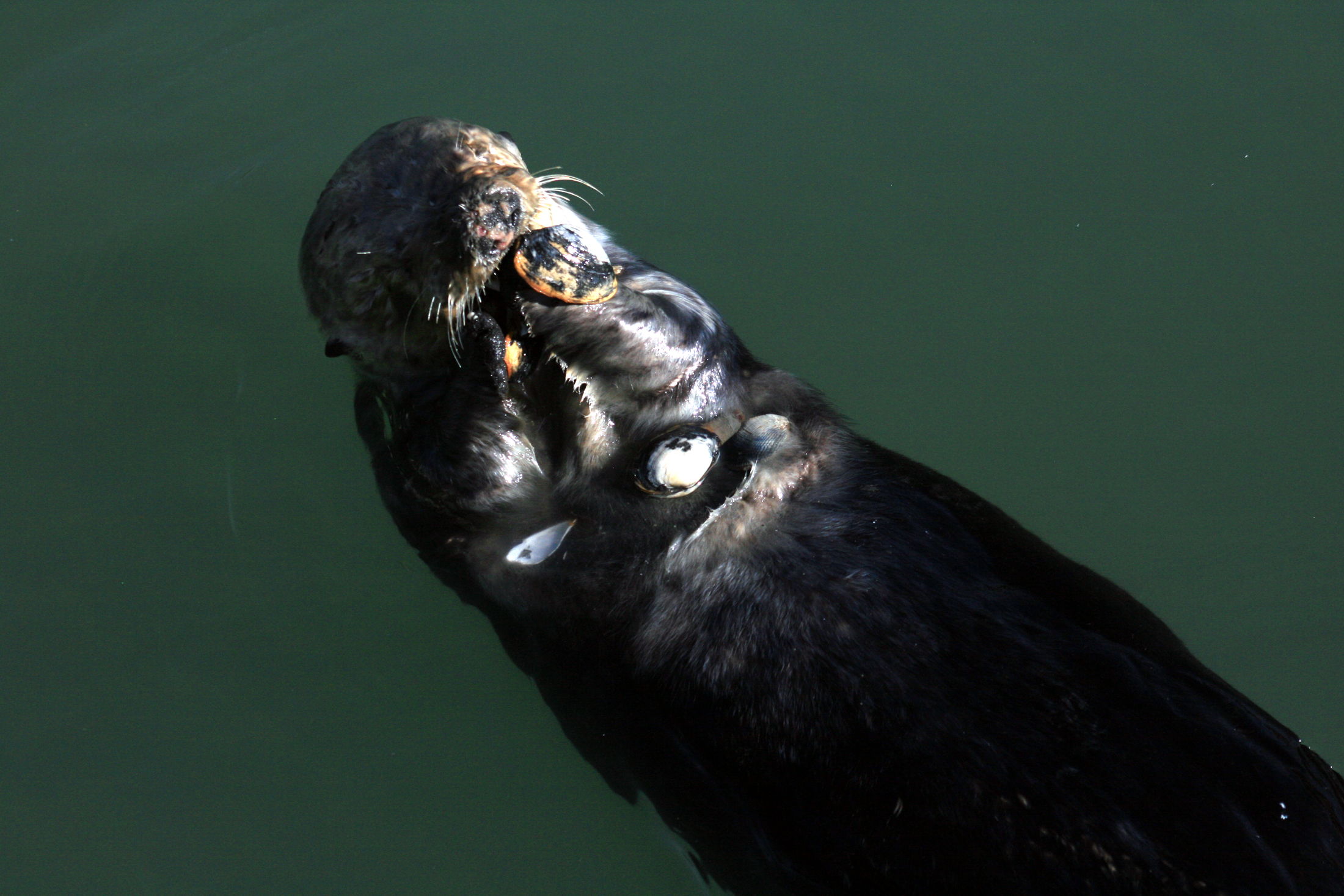